# Antinomi
En antinomi (av gr. anti, "emot", nomos, "lag")  är en motsättning mellan två till synes giltiga teorier. Termen har redan av Platon införts i det filosofiska språkbruket, men har särskilt utpräglats av Kant, som söker uppvisa, att den kosmologiska idén leder till antinomier.

## Inom filosofin
I filosofin innebär en antinomi en motsättning mellan två till synes giltiga teorier eller slutsatser. En antinomi kan beskrivas som två skilda, logiska men oförenliga påståenden eller åsikter (en tes och en antites) som båda på goda grunder kan förefalla sanna. Antinomier har likheter med paradoxer, då paradoxer i mängdläran, logiken och semantiken är att betrakta som antinomier. En antinomi skulle även kunna beskrivas som ett logiskt dilemma, där målsättningen är att påvisa motsägelsens skenbarhet.

## Immanuel Kant
Filosofen och professorn Immanuel Kant, fadern till den kritiska filosofin, lade grund för antinomin som begrepp för att påvisa osäkerheten för forskningsutfallet inom metafysiken. I viss mån hade han en föregångare här i den brittiske filosofen Arthur Collier. Kant menade med sin lära att det rena förnuftet genererar motsägelser i sitt sökande efter att försöka förstå det okända. I skriften "Kritik av det rena förnuftet” diskuterar Kant fyra skilda antinomier där både tes och antites framhålls. Den första antinomin handlar om världens utsträckning i tid och rum, den är enligt tesen ändlig och enligt antitesen oändlig. Den andra antinomin har att göra med materiens sammansättning, där tesen menar att materien i sista hand består av enkla delar, enligt antitesen finns inga sådana delar. Den tredje antinomin gäller något som kallas för kausalsammanhanget, denna tes säger att det finns ett fritt, av naturlagar obundet handlande, antitesen visar att allt sker i enlighet med naturlagar. Den fjärde antinomin handlar om ett "absolut nödvändigt väsen", enligt tesen finns det ett sådant väsen, antitesen förnekar detta.
Kant använde de två första antinomierna för att dra slutsatsen att tid och rum utgör en konstruktion påtvingat vårt förstånd. Kants revolutionerande upptäckt var att tingesten kretsade kring tänkaren, snarare än att tänkaren kretsade kring tingesten. Kant bestämde de fyra antinomierna genom att dra en skiljelinje mellan fenomen, så som de är kända eller upplevda av våra sinnen, och noumena, tingestens egen natur. Kant menade att vi aldrig säkert kan lära känna ett tingest sanna natur, eftersom vi aldrig kan veta dess egentliga natur, då vi aldrig kan gå bortom våra sinnen. I Kants tredje antinomi, har orsaker visat sig kunna vara tvådelade, såtillvida att de konkurrerar med varandra och verkar till synes oförsonliga, samtidigt som de tycks härröra från två av varandra oberoende giltiga grunder. Å ena sidan har vi påståendet att allting i naturen härrör ifrån orsakssamband, å andra sidan har vi påståendet att allt sker genom fria processer, till exempel har mänskliga handlingar inte kunnat bevisas vara styrda av tidigare tillstånd, handlingar, händelser eller kausala lagar.
Lösningen till detta konfliktresonemang går inte att finna i orsakers beskaffenhet utan är att finna i hur vi tänker kring dem. När regler och idéer tvingas utanför sitt vanliga element, vilket de gör när vi skapar teorier om världen som en helhet, hamnar de i konflikt med varandra.